# Daniel Platzman
Daniel James Platzman (Atlanta, Georgia, 28 de septiembre de 1986), más conocido como Daniel Platzman, es un músico estadounidense, más conocido por haber sido el baterista de la banda de rock Imagine Dragons.

## Primeros años
Platzman nació el 28 de septiembre de 1986 en Atlanta, Georgia. Estudió en Berklee School of Music, donde obtuvo un grado en la composición de bandas sonoras. Mientras que en Berklee, Platzman toco en un concierto de Berklee Jazz Orchestra, la Orquesta de Jazz Urbano de Outreach y la Big Band de Berklee Rainbow, y recibió el Premio a la Mejor Vic Firth Musicianship y el Premio Rendish Michael en Film Scoring, Escuela de Música de Berklee. También toca la guitarra con la banda Imagine Dragons, con sus compañeros de banda Wayne Sermón y Ben McKee.

## Carrera
En 2008, fue invitado por Ben McKee y Wayne Sermon de unirse a Imagine Dragons, con sede en Las Vegas. McKee se retiró de su último semestre en el Berklee para unirse a la banda, invitando a Daniel Platzman a tocar la batería, completando la alineación. La banda procedió a ganar varios premios locales, incluyendo "Mejor CD de 2011" (Las Vegas SEVEN), "Mejor Banda Local del Indie 2010" (Las Vegas Wecky), "Newest Must See Live Act en Las Vegas "(Las Vegas CityLife), y la banda con una trayectoria más positiva. En noviembre de 2011 firmó con Interscope Records y comenzó a trabajar con el productor Alex da Kid.
En el álbum debut de las bandas Night Visions, encontraron el éxito. Alcanzó # 2 en el Billboard 200 y recibió el Premio Billboard de la Música al Mejor Álbum de Rock (2014). Individualmente  "It´s Time" se convirtió en el primer sencillo alcanzando el puesto # 15 de Billboard Hot 100 y certificado multiplatino por la RIAA. El segundo sencillo "Radioactive" alcanzó el # 3 Billboard Hot 100 y fue certificado de diamante por la RIAA, convirtiéndose en la mejor canción de rock más vendido en la historia de Nielsen SoundScan. El tercer sencillo "Demons" alcanzó el puesto # 6 Billboard Hot 100 y fue certificado multiplatino por la RIAA. Su álbum hizo el debut más alto para una nueva banda de rock en seis años (desde 2006) y su sencillo  "Radiactive" estableció un nuevo récord para el tiempo más largo de lo alto de las canciones de la lista Billboard Hot Rock con 23 semanas consecutivas. Los temas del álbum encabezaron las listas Billboard Rock Songs, Billboard Alternative Songs, y Billboard Pop Songs. Radiactive también fue nominado a dos premios Grammy, ganando el premio Grammy por Mejor Interpretación Rock.
En 2015, se lanza el segundo álbum de Imagine Dragons,  Smoke + Mirrors alcanzando el número 1 en el Billboard 200, UK Albums Chart, y la lista de álbumes de Canadá. Que ofrece sencillos como  "I Bet My Life" y "Shots".
La banda ha contribuido canciones para varias bandas sonoras de películas, incluyendo "Ready Aim Fire" para Iron Man 3,  "Who We Are para Los juegos del hambre: en llamas y "Battle Cry" para Transformers: era de la extinción. Además, en septiembre de 2014, "Warriors" fue lanzado en colaboración con Riot Games, junto con un video musical animado como promoción del Campeonato Mundial de League of Legends (League of Legends World Championship).
Platzman apareció en la portada de Drumǃ la edición de marzo de la revista del año 2015. Dos meses después se perfió de nuevo en Drumǃ.

## Premios
- Premio a la Mejor Vic Firth Musicianship, Escuela de Música de Berklee
- Premio Rendish Michael en Film Scoring, Escuela de Música de Berklee